# Kolacja dla palantów (film 1998)
Kolacja dla palantów – francuska komedia z 1998 roku. Kolejny film, w którym bohaterem jest François Pignon.

## Główne role
- Thierry Lhermitte – Pierre Brochant
- Jacques Villeret – François Pignon
- Francis Huster – Juste Leblanc
- Daniel Prévost – Lucien Cheval
- Alexandra Vandernoot – Christine Brochant
- Catherine Frot – Marlène Sasseur
- Benoît Bellal – gospodarz
- Jacques Bleu – gospodarz
- Philippe Brigaud – Tanner
- Michel Caccia – gość
- Laurent Gendron – gość
- Mykhaël Georges-Schar – gospodarz
- Edgar Givry – Cordier

## Opis fabuły
Pierre Brochant to bogaty paryski wydawca. Co środę zaprasza swoich kolegów na kolację. Każdy z nich przyprowadza kolegę o niskiej inteligencji po to, by zabawić się jego kosztem. Pewnego dnia Pierre znajduje idealnego kandydata – François Pignona – księgowego w Ministerstwie Finansów. Pierre nie wie, że Pignon przynosi pecha wszystkim, którzy się z nim zetkną.

## Nagrody i nominacje (wybrane)
- Cezary 1999
  - Najlepszy scenariusz – Francis Veber
  - Najlepszy aktor – Jacques Villeret
  - Najlepszy aktor drugoplanowy – Daniel Prévost
  - Najlepszy film (nominacja)
  - Najlepsza reżyseria – Francis Veber (nominacja)
  - Najlepsza aktorka drugoplanowa – Catherine Frot (nominacja)